# 323 (số)
323 (ba trăm hai mươi ba) là một số tự nhiên ngay sau 322 và ngay trước 324.

## Tính chất
323 là tổng của 7 số nguyên tố liên tiếp:
323 = 19 + 23 + 29 + 31 + 37 + 41 + 43 + 47 + 53
323 là tổng của 13 số nguyên tố liên tiếp:
323 = 5 + 7 + 11 + 13 + 17 + 19 + 23 + 29 + 31 + 37 + 41 + 43 + 47